# Бредяну
Бредяну (рум. Brădeanu) — село у повіті Бузеу в Румунії. Адміністративний центр комуни Бредяну.
Село розташоване на відстані 81 км на північний схід від Бухареста, 24 км на південь від Бузеу, 106 км на південний захід від Галаца, 127 км на південний схід від Брашова.

## Населення
За даними перепису населення 2002 року у селі проживали 1263 особи. Рідною мовою 1262 особи (99,9%) назвали румунську.
Національний склад населення села:
| Національність | Кількість осіб | Відсоток |
| -------------- | -------------- | -------- |
| румуни         | 1176           | 93,1%    |
| цигани         | 87             | 6,9%     |